# Wybory parlamentarne w Polsce w 1997 roku
Wybory parlamentarne w Polsce w 1997 roku – odbyły się 21 września. Wybory zakończyły się zwycięstwem Akcji Wyborczej Solidarność. W wyniku wyborów do Sejmu weszło 5 komitetów oraz posłowie Mniejszości Niemieckiej. Po wyborach AWS zawarła koalicję z Unią Wolności. Premierem został reprezentujący AWS Jerzy Buzek. Stanowisko wicepremiera i ministra finansów przypadło szefowi UW Leszkowi Balcerowiczowi.

## Ustawa o partiach politycznych
Jeszcze przed wyborami parlamentarnymi Sejm uchwalił ustawę o partiach politycznych. Ustawa nakazywała ponowną rejestrację wszystkich istniejących ugrupowań politycznych oraz zebranie tysiąca podpisów poparcia. Ustawa ograniczała finansowanie partii politycznych i zwrot kosztów kampanii wyborczej.

## Ordynacja wyborcza
W wyborach do Sejmu w okręgach według ordynacji proporcjonalnej wybierano 391 posłów. Mandaty dzielono metodą D’Hondta pomiędzy komitety, które uzyskały co najmniej 5%, a w przypadku koalicyjnych komitetów wyborczych (KKW) – 8% głosów. Z progu tego zwolnione były komitety mniejszości narodowych. Pozostałe 69 mandatów obsadzano z list krajowych, na których kolejność ustalały same komitety. Mandaty z list krajowych przydzielano proporcjonalnie metodą D’Hondta; mogły je uzyskać komitety, które uzyskały co najmniej 7% głosów.

## Komitety wyborcze do Sejmu i Senatu
|  | Nr listy | Komitet wyborczy                                      | Lider | Lider                                                         | Hasła wyborcze |
|  | -------- | ----------------------------------------------------- | ----- | ------------------------------------------------------------- | --- |
|  | 1        | Unia Pracy                                            |       | Ryszard Bugaj                                                 | Zasługujesz na więcej; Twoja szansa na lepsze życie                                                                   |
|  | 2        | Narodowo-Chrześcijańsko-Demokratyczny Blok dla Polski |       | Leszek Zieliński                                              | Polska jest jedna, ale musi to być Polska uczciwych szans!; Czas na nowych ludzi!                                     |
|  | 3        | Krajowe Porozumienie Emerytów i Rencistów RP          |       | Elżbieta Postulka                                             | Emeryci trzecią siłą!                                                                                                 |
|  | 4        | Unia Wolności                                         |       | Leszek Balcerowicz                                            | W lewo? W prawo? Zawsze do przodu; Mądry wybór – lepsze życie                                                         |
|  | 5        | Akcja Wyborcza Solidarność                            |       | Marian Krzaklewski                                            | zAWSze Polska – Wolność – Rodzina; Chodźcie z nami                                                                    |
|  | 6        | Sojusz Lewicy Demokratycznej                          |       | Włodzimierz Cimoszewicz (premier), Józef Oleksy (szef partii) | Dobre dziś – lepsze jutro Dotrzymaliśmy słowa danego tobie, każdej rodzinie, Polsce! Polska wierzy w swoją przyszłość |
|  | 7        | Polskie Stronnictwo Ludowe                            |       | Waldemar Pawlak                                               | Łączy nas Polska! PSL blisko ludzkich spraw!                                                                          |
|  | 8        | Unia Prawicy Rzeczypospolitej                         |       | Janusz Korwin-Mikke, Jerzy Eysymontt                          | Bezpieczna Polska, wolność, własność, sprawiedliwość!                                                                 |
|  | 9        | Ruch Odbudowy Polski                                  |       | Jan Olszewski                                                 | Nie będziesz sam. Razem Odbudujemy Polskę!                                                                            |
|  | 10       | Krajowa Partia Emerytów i Rencistów                   |       | Zenon Rumiński                                                | Polska najpierw! |

## Kampania wyborcza i sondaże
Kampania wyborcza była skupiona wokół dwóch rywalizujących ze sobą obozów AWS i SLD. Przedwyborcze sondaże dawały obu ugrupowaniom 25–30% poparcia. Natomiast formacje cieszące się mniejszym poparciem od 7 do 15% (Unia Wolności i Polskie Stronnictwo Ludowe) rywalizowały o trzecie miejsce. Poza partiami mającymi według sondaży szanse na wprowadzenie do parlamentu swoich przedstawicieli ogólnopolskie komitety zarejestrowały Unia Pracy, Unia Prawicy Rzeczypospolitej, Ruch Odbudowy Polski oraz Narodowo-Chrześcijańsko-Demokratyczny Blok dla Polski, Krajowa Partia Emerytów i Rencistów oraz Krajowe Porozumienie Emerytów i Rencistów Rzeczypospolitej Polskiej (inspirowane przez działaczy AWS z KPN-OP). W więcej niż jednym okręgu wyborczym zarejestrowały się 4 komitety (m.in. Mniejszość Niemiecka). W jednym okręgu zarejestrowało się 8 innych komitetów.

### Sojusz Lewicy Demokratycznej (SLD)

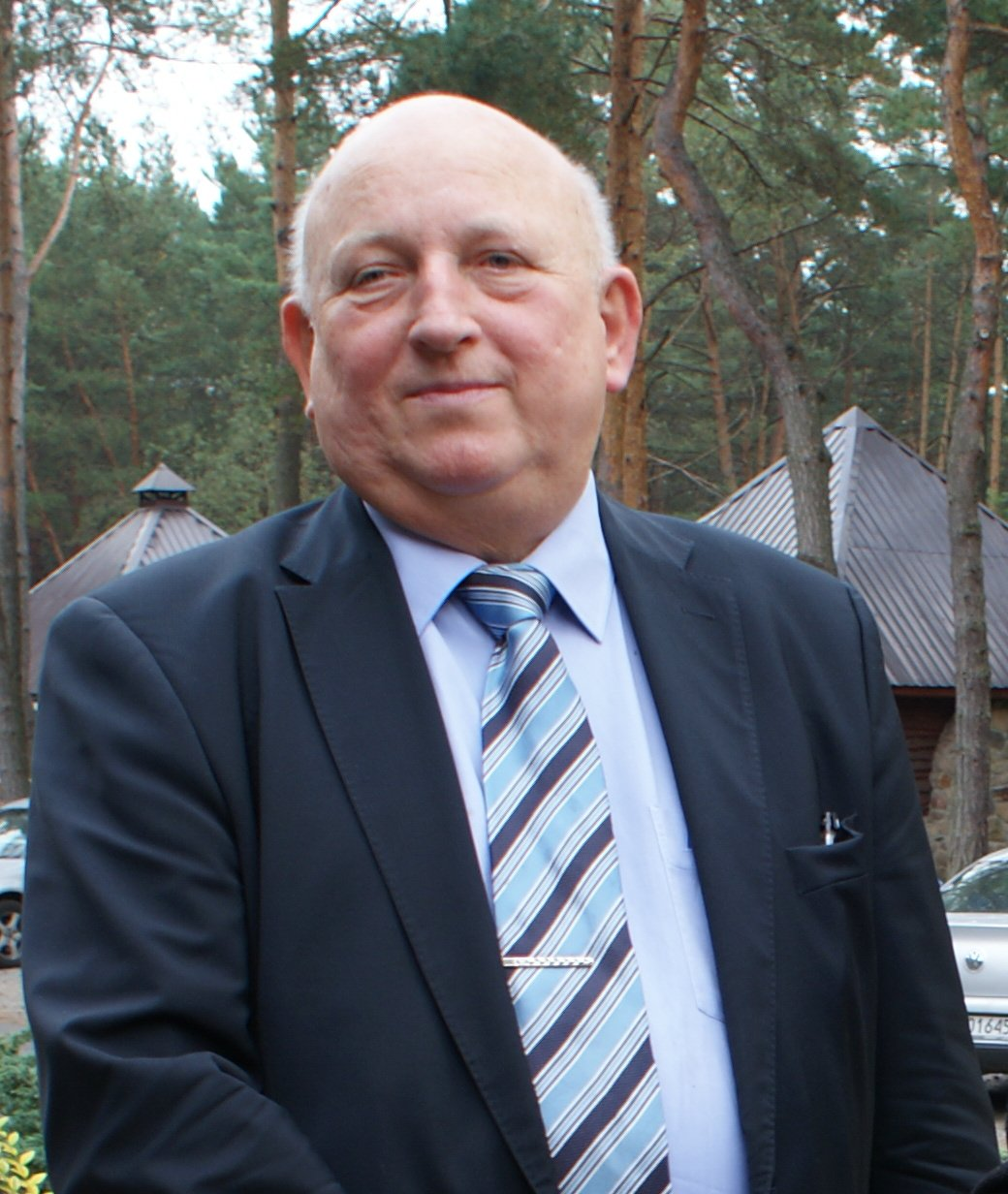
Józef Oleksy – szef SdRP

Lewicowa koalicja skupiona wokół SdRP, składająca się z 33 ugrupowań politycznych, związków zawodowych i organizacji społecznych przez dłuższy czas pozostawała liderem przedwyborczych sondaży. Kampania SLD realizowana była pod hasłami „Dobre dziś lepsze jutro” i „Dotrzymaliśmy słowa”. Skupiła się na prezentacji własnych osiągnięć ostatnich 4 lat rządów, utrwaleniu dobrych trendów w przyszłości oraz zestawieniu ich z kryzysem z początku lat 90. Takie same zestawienia danych przedstawił SLD w stosunku do stóp bezrobocia, inflacji i plac realnych, zestawiając je z krytyką opozycji z początku okresu obejmowania rządów. Hasło kampanii SLD „Lepsze Jutro” odnosiło się grup społecznych ważnych dla Sojuszu grup zawodowych.
7 września podczas prawyborów w Wieruszowie SLD zdobył niecałe 36% głosów, drugie miejsce zajęła AWS z wynikiem 29%. Wizerunkowi SLD zaszkodziła powódź oraz powściągliwa reakcja prezydenta Aleksandra Kwaśniewskiego, który nie zaangażował się w kampanię wyborczą ugrupowania. Konsekwencją działań SLD był wzrost negatywnego elektoratu do poziomu 40%. Wydarzenia te spowodowały zmianę hasła wyborczego „Polska wierzy w swoją przyszłość”. Ostatni sondaż dawał jednak przewagę konkurencyjnej AWS o 4 pkt proc.

### Akcja Wyborcza Solidarność (AWS)
Koalicja Akcji Wyborczej Solidarność zgrupowała większość skłóconych ugrupowań prawicowych. Poza AWS jedyną partią mającą realną szansę wejścia do parlamentu był Ruch Odbudowy Polski, który 5 lipca zdecydował się na samodzielny start w wyborach. Ugrupowania doszły do porozumienia jedynie w sprawie wystawienia wspólnych kandydatów do senatu w kilku okręgach. AWS prowadziło kampanię pod hasłem „zAWSze Polska, Wolność, Rodzina”. Hasło o patriotycznym charakterze trafiło do starszych wyborców. Młodszych wyborców AWS pozyskał dynamicznymi programami telewizyjnymi zapowiadającymi przyspieszenie reform. Kampania AWS skupiła się na atakowaniu SLD za zaniechanie zasadniczych reform (przemysłu, służby zdrowia) powiększanie deficytu w handlu zagranicznym i brak powszechnego uwłaszczenia.
AWS proponowało przeprowadzenie reform zdrowia, ubezpieczeń społecznych, oświaty i administracji państwowej. Głosów AWS dostarczali zarówno kandydaci popierani przez katolickie Radio Maryja, jak i umiarkowani politycy. W ostatnim okresie kampanii AWS wycofała większość agresywnych gestów i sformułowań, co okazało się dobrym posunięciem w walce o głosy ludzi niezdecydowanych i umiarkowanych.

### Unia Wolności (UW)
W przeciwieństwie do poprzednich kampanii wyborczych środowisk liberalnych, kampania wyborcza powstałej z połączenia Kongresu Liberalno-Demokratycznego i Unii Demokratycznej w 1994 Unii Wolności skupiona była na osobie lidera Leszka Balcerowicza. Pojawiał się zarówno w spotach telewizyjnych, jak i na ulotkach i billboardach. Kampania partii obarczona ryzykiem istnienia dużej liczby wyborców negatywnie nastawionych do osoby lidera. Główne hasło kampanii brzmiało „W lewo? w prawo? Zawsze do przodu!” Głównym punktem programu UW był tzw. II plan Balcerowicza. Plan zakładał trzykrotnie szybszy wzrost gospodarczy niż w Europie Zachodniej, uproszczenie i obniżkę podatków oraz spadek inflacji i bezrobocia. Partia zapewniała, że „UW ma kompetentnych i uczciwych ludzi, którzy umieją zrealizować II plan Balcerowicza”.

### Polskie Stronnictwo Ludowe (PSL)

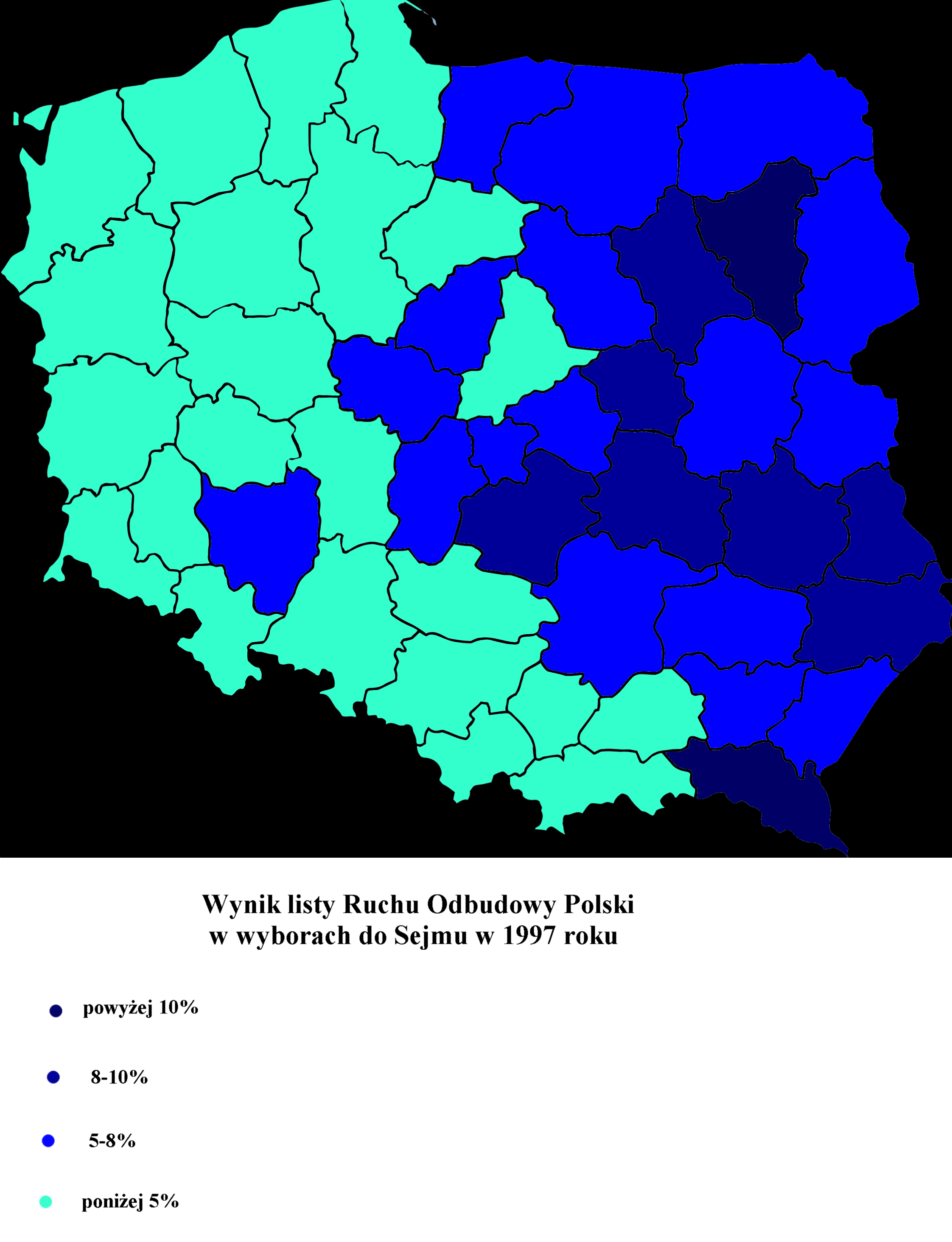
Wyniki Ruchu Odbudowy Polski w wyborach do Sejmu

Kampania wyborcza PSL była prowadzona pod hasłem „Łączy nas Polska”. Polegała na zrzucaniu odpowiedzialności za dotychczasowe rządy na koalicjanta – SLD. Jeszcze w sierpniu grupa posłów zgłosiła wniosek o wotum nieufności wobec rządu Włodzimierza Cimoszewicza.

### Unia Pracy (UP)
Kampania wyborcza Unii Pracy była prowadzona pod hasłem „Zasługujesz na więcej” głównie przez lidera ugrupowania Ryszarda Bugaja. Skupiająca środowiska postsolidarnościowe oraz ludzi o korzeniach PZPR-owskich, partia była areną ciągłej walki między tymi środowiskami. Partia nie dysponowała środkami organizacyjnymi podobnymi do rywalizującego o ten sam elektorat SLD. Kampania prowadzona przez partię będącą w opozycji do lewicowej koalicji miała charakter populistyczny i nie była postrzegana jako wiarygodna.

### Ruch Odbudowy Polski (ROP)
Kampania wyborcza Ruchu Odbudowy Polski była prowadzona pod hasłem „Nie będziesz sam. Razem odbudujemy Polskę”. Partia starała się ukazać AWS jako formację skompromitowaną, ukazując własnych kandydatów jako wiarygodnych. Na kampanii zaważyły konflikty personalne pomiędzy szefem kampanii Andrzejem Kieryłą a odpowiedzialnym za reklamę Jackiem Kurskim. Spowodowały one dostarczanie pierwszych materiałów z opóźnieniem grożącym odrzuceniem materiałów ROP. Drugim konfliktem wewnętrznym był konflikt Jana Olszewskiego i Antoniego Macierewicza, który dokonał arbitralnych zmian na pierwszych miejscach list wyborczych. Wydarzenie to spowodowało osobiste przejęcie przez Jana Olszewskiego reprezentowania partii przed krajową komisją wyborczą.

## Listy wyborcze w poszczególnych okręgach oraz ich liderzy
Poniższe zestawienie zostało opracowane na podstawie danych z serwisu informacyjnego PKW
| Okręg | UP                        | BdP                        | KPEiR RP                | UW                            | AWS                    | SLD                          | PSL                        | UPRz                 | ROP                             | KPEiR                      | PWN                 | Samoobrona            | MN           | TSKN           | PiPNW           | TSKNWC      | MNWO             | SSMN              | NiB            | SLPSP            | ZMN        |
| ----- | ------------------------- | -------------------------- | ----------------------- | ----------------------------- | ---------------------- | ---------------------------- | -------------------------- | -------------------- | ------------------------------- | -------------------------- | ------------------- | --------------------- | ------------ | -------------- | --------------- | ----------- | ---------------- | ----------------- | -------------- | ---------------- | ---------- |
| Okręg |                           |                            |                         |                               |                        |                              |                            |                      |                                 |                            |                     |                       |              |                |                 |             |                  |                   |                |                  |            |
| 1     | Ryszard Bugaj             | Ryszard Parulski           | Marek Albiniak          | Bronisław Geremek             | Andrzej Zakrzewski     | Danuta Waniek                | Mirosław Pietrewicz        | Jerzy Eysymontt      | Jan Olszewski                   | Stanisław Tarka            | Bogdan Partycki     | Krystyna Kołodziejska | –            | –              | –               | –           | –                | –                 | –              | –                | –          |
| 2     | Wojciech Borowik          | Celina Jezierska           | Jerzy Piłka             | Paweł Piskorski               | Andrzej Smirnow        | Lech Szymańczyk              | Janusz Piechociński        | Jan Pietrzak         | Antoni Macierewicz              | Kazimierz Modzelewski      | Antoni Antosiewicz  | Marian Domagała       | –            | –              | –               | –           | –                | –                 | –              | –                | –          |
| 3     | Włodzimierz Remlein       | Czesław Sudewicz           | Danuta Kościuszko-Mżyk  | Maciej Kosik                  | Jerzy Rębek            | Szczepan Skomra              | Franciszek Stefaniuk       | Radosław Łaski       | Edmund Bubak                    | Antoni Grodzki             | –                   | –                     | –            | –              | –               | –           | –                | –                 | Marzena Malesa | –                | –          |
| 4     | Artur Smółko              | Krystyna Ostrowska         | Piotr Śmiałkowski       | Krzysztof Wolfram             | Józef Mozolewski       | Włodzimierz Cimoszewicz      | Adam Dobroński             | Wojciech Kendyś      | Kazimierz Pieńkowski            | Waldemar Kikolski          | –                   | –                     | –            | –              | –               | –           | –                | Eugeniusz Czykwin | –              | –                | –          |
| 5     | Tadeusz Kopeć             | Zbigniew Pietrzykowski     | Wacław Kołdej           | Grażyna Staniszewska          | Stanisław Szwed        | Antoni Kobielusz             | Jan Wysogląd               | Jan Mucha            | Marek Wieroński                 | Jan Rutkowski              | Franciszek Kieres   | –                     | –            | –              | –               | –           | –                | –                 | –              | –                | –          |
| 6     | Piotr Pankanin            | Roman Bartoszcze           | Andrzej Skibicki        | Jan Rulewski                  | Ryszard Brejza         | Grzegorz Gruszka             | Wojciech Mojzesowicz       | Grażyna Dziubich     | Jerzy Szczotka                  | Stanisław Witek            | –                   | Teresa Marmucka-Lalka | –            | –              | –               | –           | –                | –                 | –              | –                | –          |
| 7     | Zenon Sławiński           | Janusz Pastusiak           | Grzegorz Rossa          | Henryk Wujec                  | Zdzisław Denysiuk      | Piotr Miszczuk               | Janusz Szpak               | Teresa Krzewska      | Zygmunt Gardziński              | Tadeusz Gąsienica-Łuszczek | –                   | Andrzej Ruciński      | –            | –              | –               | –           | –                | –                 | –              | –                | –          |
| 8     | Urszula Jarosz            | Mieczysław Pawlak          | Ryszard Martyn          | Michał Kornatowski            | Andrzej Pietrasik      | Zbigniew Siemiątkowski       | Stanisław Żelichowski      | Romuald Rakowski     | Leszek Żebrowski                | Franciszek Kurowski        | –                   | –                     | –            | –              | –               | –           | –                | –                 | –              | –                | –          |
| 9     | Danuta Polak              | Krzysztof Janus            | Krzysztof Koźlik        | Jerzy Zając                   | Marek Jan Wójcik       | Marek Lewandowski            | Ireneusz Skubis            | Tomasz Mysłek        | Andrzej Kieryło                 | Andrzej Gołaszewski        | –                   | –                     | –            | –              | –               | Edward Flak | –                | –                 | –              | –                | –          |
| 10    | Jerzy Müller              | Marek Pruszak              | Józef Brzozowski        | Jerzy Godzik                  | Tadeusz Cymański       | Witold Gintowt-Dziewałtowski | Jerzy Konarzycki           | Andrzej Chwojnicki   | Edmund Krasowski                | Janusz Dudkowski           | –                   | –                     | –            | –              | –               | –           | –                | –                 | –              | –                | Jerzy Fryc |
| 11    | Izabela Jaruga-Nowacka    | Ryszard Olszewski          | Bogdan Koźmiński        | Bogdan Borusewicz             | Jacek Rybicki          | Longin Pastusiak             | Sławomir Szatkowski        | Sylwester Pruś       | Jacek Kurski                    | Marian Gackowski           | –                   | –                     | –            | –              | –               | –           | –                | –                 | –              | –                | –          |
| 12    | Krzysztof Zaręba          | Roman Pudło                | Stefan Tokarski         | Jerzy Wierchowicz             | Mirosław Rawa          | Tadeusz Jędrzejczak          | Ryszard Kołodziej          | Rafał Zapadka        | Roman Sternal                   | Wiesław Wróbel             | –                   | –                     | –            | –              | –               | –           | –                | –                 | –              | –                | –          |
| 13    | Ryszard Nowak             | Jarosław Wardęga           | Bronisław Trzeciak      | Marcin Zawiła                 | Ryszard Matusiak       | Jerzy Szmajdziński           | Marian Michalski           | Jerzy Liber          | Jarosław Makuch                 | Zbigniew Malara            | –                   | –                     | –            | –              | –               | –           | –                | –                 | –              | –                | –          |
| 14    | Andrzej Aumiller          | Aldona Kamela-Sowińska     | Zbigniew Weremczuk      | Jerzy Koralewski              | Jan Mosiński           | Grzegorz Woźny               | Józef Gruszka              | Andrzej Gościniak    | Wincenty Pawlaczyk              | Stanisław Zalejski         | –                   | –                     | –            | –              | –               | –           | –                | –                 | –              | –                | –          |
| 15    | Stanisław Wiśniewski      | Włodzimierz Piotrowski     | Czesław Potejko         | Barbara Imiołczyk             | Krzysztof Laga         | Andrzej Szarawarski          | Jacek Soska                | Leszek Igła          | Władysław Baczyński             | Michał Gluźniewicz         | –                   | –                     | –            | –              | –               | –           | –                | –                 | –              | –                | –          |
| 16    | Zbigniew Bujak            | Alojzy Pietrzyk            | Elżbieta Postulka       | Leszek Balcerowicz            | Marian Krzaklewski     | Barbara Blida                | Klemens Ścierski           | Andrzej Misiołek     | Ryszard Orzeł                   | Włodzimierz Czechowski     | Stefan Jamrozik     | –                     | –            | Ryszard Hudy   | Dietmar Brehmer | –           | –                | –                 | –              | –                | –          |
| 17    | Tadeusz Jedynak           | Stanisław Kowolik          | Alfred Czernik          | Andrzej Potocki               | Karol Łużniak          | Zbyszek Zaborowski           | Waldemar Michna            | Jarosław Jażdżyk     | Adam Wędrychowicz               | Piotr Werner               | Jan Bartula         | –                     | –            | Wilhelm Wolnik | –               | –           | –                | –                 | –              | –                | –          |
| 18    | Tomasz Nałęcz             | Andrzej Jankowski          | Józef Janik             | Juliusz Braun                 | Waldemar Bartosz       | Józef Wiaderny               | Alfred Domagalski          | Barbara Kwapisiewicz | Kazimierz Mieczysław Ujazdowski | Janusz Piątek              | Dorota Jamróz       | –                     | –            | –              | –               | –           | –                | –                 | –              | –                | –          |
| 19    | Janusz Grott              | Eugeniusz Ochowiak         | Wiesława Gawlak         | Mikołaj Kołodziejczak         | Antoni Tyczka          | Józef Nowicki                | Jan Kopczyk                | Mariusz Siwecki      | Zbigniew Majcherek              | Bogdan Politowicz          | –                   | Jerzy Olejnik         | –            | –              | –               | –           | –                | –                 | –              | –                | –          |
| 20    | Mirosław Lubicz-Krośnicki | Bogdan Krawczyk            | Adolf Szczepiński       | Henryk Bieńkowski             | Marian Goliński        | Ryszard Ulicki               | Władysław Święs            | Jacek Katzer         | Maciej Niechciał                | Zenon Kozłowicz            | –                   | Jan Łączny            | –            | –              | –               | –           | –                | –                 | –              | –                | –          |
| 21    | Piotr Czarnecki           | Leszek Zieliński           | Adam Sandauer           | Tadeusz Mazowiecki            | Władysław Kielian      | Andrzej Urbańczyk            | Bogdan Pęk                 | Sławomir Kopeć       | Piotr Naimski                   | Stanisław Mroczka          | –                   | –                     | –            | –              | –               | –           | –                | –                 | –              | –                | –          |
| 22    | Piotr Konopka             | Zdzisław Szmyd             | Maciej Ostrowski        | Jerzy Osiatyński              | Stanisław Zając        | Witold Firak                 | Władysław Wrona            | Marian Dubniewicz    | Zygmunt Wrzodak                 | Adam Szpara                | –                   | –                     | –            | –              | –               | –           | –                | –                 | –              | –                | –          |
| 23    | Michał Kowalczyk          | Zbigniew Zasada            | Marian Dziedzic         | Jerzy Ciemniewski             | Jacek Swakoń           | Ryszard Zbrzyzny             | Tadeusz Samborski          | Wiesław Pawłowski    | Edward Wóltański                | Eugeniusz Demski           | –                   | Józef Pankiewicz      | –            | –              | –               | –           | –                | –                 | –              | –                | –          |
| 24    | Edmund Olesiński          | Leszek Pawlak              | Roman Wechmann          | Edward Szczucki               | Elżbieta Barys         | Ryszard Hayn                 | Janusz Maćkowiak           | Andrzej Gumienny     | Józef Niemczynowski             | Bronislaw Barna            | –                   | Wacław Berus          | –            | –              | –               | –           | –                | –                 | –              | –                | –          |
| 25    | Aleksander Małachowski    | Maciej Giertych            | Marek Skulimowski       | Paweł Bryłowski               | Mieczysław Szczygieł   | Izabella Sierakowska         | Zdzisław Podkański         | Jan Szymona          | Wojciech Włodarczyk             | Witold Zielonka            | –                   | –                     | –            | –              | –               | –           | –                | –                 | –              | –                | –          |
| 26    | Anna Jakubowska           | Kazimierz Pękała           | Zygmunt Latoszyński     | Marek Komorowski              | Marian Jaszewski       | Mieczysław Czerniawski       | Józef Mioduszewski         | Andrzej Mioduszewski | Józef Zajkowski                 | Mieczysław Jakubowski      | –                   | Sławomir Kuczyński    | –            | –              | –               | –           | –                | –                 | –              | –                | –          |
| 27    | Piotr Marciniak           | Roman Giertych             | Adam Sokołowski         | Iwona Śledzińska-Katarasińska | Waldemar Krenc         | Leszek Miller                | Wiesław Stasiak            | Rafał Borkowski      | Jan Parys                       | Paweł Saar                 | Józef Cilulko       | –                     | –            | –              | –               | –           | –                | –                 | –              | –                | –          |
| 28    | Juliusz Jarończyk         | Andrzej Gąsienica-Makowski | Małgorzata Kyc          | Czesław Borowicz              | Andrzej Szkaradek      | Kazimierz Sas                | Mieczysław Kiełbasa        | Kazimierz Fałowski   | Teresa Pach                     | Stanisław Sukiennik        | –                   | –                     | –            | –              | –               | –           | –                | –                 | –              | –                | –          |
| 29    | Artur Siedlarek           | Włodzimierz Rudzki         | Andrzej Ziętara         | Andrzej Bober                 | Andrzej Smoliński      | Tadeusz Iwiński              | Irena Petryna              | Krzysztof Foltyński  | Stanisław Bortkiewicz           | Władysław Bobowski         | –                   | –                     | –            | –              | –               | –           | Jan Biernatowski | –                 | –              | –                | –          |
| 30    | Krzysztof Wiecheć         | Robert Pudło               | Aleksandra Owczarek     | Kazimierz Szczygielski        | Franciszek Szelwicki   | Jerzy Szteliga               | Stanisław Rakoczy          | Andrzej Leszczyński  | Jerzy Czerwiński                | Teodozy Janik              | –                   | –                     | Henryk Kroll | –              | –               | –           | –                | –                 | –              | –                | –          |
| 31    | Andrzej Dryszel           | Tadeusz Choromański        | Włodzimierz Szymanko    | Tadeusz Stupiński             | Rafał Krawczyk         | Wit Majewski                 | Jarosław Kalinowski        | Piotr Czyż           | Krzysztof Bączyk                | Witold Skulski             | –                   | –                     | –            | –              | –               | –           | –                | –                 | –              | –                | –          |
| 32    | Piotr Burczyk             | Zdzisław Daszyński         | Jan Rolewski            | Adam Szejnfeld                | Antoni Gawroch         | Marek Borowski               | Jerzy Kado                 | Zdzisław Dusikowski  | Kazimierz Grochowski            | Zenon Kułaga               | –                   | Andrzej Sarnowski     | –            | –              | –               | –           | –                | –                 | –              | –                | –          |
| 33    | Teodor Kierlik            | Jerzy Słowiński            | Tadeusz Rośniak         | Elżbieta Radziszewska         | Janina Kraus           | Zbigniew Sobotka             | Roman Jagieliński          | Włodzimierz Olczyk   | Włodzimierz Rydz                | Ireneusz Manicki           | Jarogniewa Cieślak  | –                     | –            | –              | –               | –           | –                | –                 | –              | –                | –          |
| 34    | Ryszard Wajszczak         | Jakub Chmielewski          | Lucyna Mikołajczak      | Eugeniusz Aleksandrowicz      | Maria Kleitz-Żółtowska | Michał Kaczmarek             | Waldemar Pawlak            | Anatol Halamus       | Tomasz Kraśniewski              | Jerzy Marek                | Wojciech Orlikowski | –                     | –            | –              | –               | –           | –                | –                 | –              | Jadwiga Kacprzyk | –          |
| 35    | Wiesława Ziółkowska       | Andrzej Mirecki            | Marek Łyżwa             | Hanna Suchocka                | Janusz Pałubicki       | Krystyna Łybacka             | Stanisław Kalemba          | Janusz Korwin-Mikke  | Piotr Walerych                  | Bolesław Piechowiak        | Jerzy Marcinkiewicz | Tadeusz Dębicki       | –            | –              | –               | –           | –                | –                 | –              | –                | –          |
| 36    | Jerzy Motylewicz          | Bronisław Majgier          | Bogusław Dudziński      | Janusz Onyszkiewicz           | Krzysztof Kłak         | Krystian Mirski              | Mieczysław Kasprzak        | Leszek Siciak        | Zdzisław Koniuch                | Jan Tur                    | –                   | –                     | –            | –              | –               | –           | –                | –                 | –              | –                | –          |
| 37    | Beata Świerczyńska        | Witold Bałażak             | Ireneusz Fijałkowski    | Piotr Nowina-Konopka          | Andrzej Belina         | Danuta Grabowska             | Stanisław Brzózka          | Tadeusz Pyrcioch     | Dariusz Grabowski               | Jan Prażmowski             | –                   | –                     | –            | –              | –               | –           | –                | –                 | –              | –                | –          |
| 38    | Stanisław Długosz         | Marek Bazylko              | Janina Żołyniak         | Zbigniew Mączka               | Zbigniew Sieczkoś      | Wiesław Ciesielski           | Jan Bury                   | Józef Jakubowski     | Andrzej Kucharski               | Włodzimierz Cieśla         | –                   | –                     | –            | –              | –               | –           | –                | –                 | –              | –                | –          |
| 39    | Krystyna Wąsowska         | Jan Mizikowski             | Stefan Kraszewski       | Ryszard Szczepanik            | Gabriel Janowski       | Józef Oleksy                 | Ryszard Smolarek           | Tadeusz Krupa        | Jan Rzewuski                    | Bogdan Pokrowski           | –                   | –                     | –            | –              | –               | –           | –                | –                 | –              | –                | –          |
| 40    | Janusz Piotrowski         | Władysław Gogolewski       | Piotr Kluszczyński      | Jacek Białczak                | Dariusz Kubiak         | Irena Nowacka                | Wojciech Szczęsny Zarzycki | Piotr Belka          | Mirosław Pietrucha              | Adam Czerwiński            | –                   | –                     | –            | –              | –               | –           | –                | –                 | –              | –                | –          |
| 41    | Krzysztof Korniluk        | Zbigniew Wilk              | Bogdan Zakrzewski       | Anna Urbanowicz               | Konstanty Miodowicz    | Andrzej Olszewski            | Tadeusz Gajda              | Andrzej Malka        | Mariusz Marasek                 | Grzegorz Górecki           | –                   | –                     | –            | –              | –               | –           | –                | –                 | –              | –                | –          |
| 42    | Kazimierz Czyż            | Janusz Dzierzba            | Henryk Łucki            | Jan Król                      | Roman Giedrojć         | Jan Sieńko                   | Stanisław Kądziela         | Krzysztof Włodarski  | Zbigniew Wysocki                | Jacek Dyśko                | Stanisław Marek     | –                     | –            | –              | –               | –           | –                | –                 | –              | –                | –          |
| 43    | Stanisław Fietkiewicz     | Ignacy Kłoczko             | Włodzimierz Mierzwiński | Jarosław Słoma                | Henryk Goryszewski     | Jerzy Dziewulski             | Henryk Bogdan              | Bogdan Bogatkiewicz  | Grzegorz Kubaszewski            | Jarosław Podziewski        | –                   | –                     | –            | –              | –               | –           | –                | –                 | –              | –                | –          |
| 44    | Maria Nowakowska          | Waldemar Kuś               | Gwidon Cal              | Włodzimierz Puzyna            | Longin Komołowski      | Jacek Piechota               | Andrzej Durka              | Zbigniew Gruszka     | Lech Pruchno-Wróblewski         | Jan Piszko                 | Józef Węgrowski     | Jarosław Jarzębowski  | –            | –              | –               | –           | –                | –                 | –              | –                | –          |
| 45    | Mirosław Małachowski      | Bogusław Tofilski          | Stanisław Fila          | Andrzej Kruzel                | Andrzej Gargaś         | Jerzy Jaskiernia             | Stanisław Masternak        | Andrzej Ulok         | Jacek Turczyński                | Jerzy Jędrzejewski         | –                   | –                     | –            | –              | –               | –           | –                | –                 | –              | –                | –          |
| 46    | Janusz Lisak              | Tadeusz Sabik              | Jan Jarosz              | Gwidon Wójcik                 | Grzegorz Cygonik       | Krzysztof Janik              | Wiesław Woda               | Leszek Samborski     | Robert Bodnar                   | Tomasz Mamiński            | –                   | –                     | –            | –              | –               | –           | –                | –                 | –              | –                | –          |
| 47    | Krystyna Sienkiewicz      | Kamil Matuszewski          | Ryszard Maciejewski     | Jan Wyrowiński                | Michał Wojtczak        | Jerzy Wenderlich             | Andrzej Malinowski         | Jerzy Wiśniewski     | Grzegorz Górski                 | Zenon Rumiński             | Antoni Czajka       | –                     | –            | –              | –               | –           | –                | –                 | –              | –                | –          |
| 48    | Zygmunt Jakubczyk         | Zygmunt Krawczyk           | Alina Zwierzykowska     | Krzysztof Budnik              | Leszek Szewc           | Marek Dyduch                 | Jarosław Kurzawa           | Wiesław Szelest      | Stanisław Kamiński              | Andrzej Krzysztof          | –                   | –                     | –            | –              | –               | –           | –                | –                 | –              | –                | –          |
| 49    | Arkadiusz Horonziak       | Marian Piotrowski          | Marianna Kurpińska      | Krystyna Naguszewska          | Janusz Dębczyński      | Kazimierz Nowak              | Stanisław Stasiak          | Bożenna Drzewiecka   | Jacek Tokarczyk                 | Stanisław Arentowicz       | –                   | –                     | –            | –              | –               | –           | –                | –                 | –              | –                | –          |
| 50    | Marek Pol                 | Edward Czapiewski          | Bolesław Hyrlik         | Władysław Frasyniuk           | Tomasz Feliks Wójcik   | Józef Kaleta                 | Janusz Dobrosz             | Adam Krej            | Eugeniusz Szumiejko             | Antoni Paszkowski          | Barbara Krygier     | Czesław Kosik         | –            | –              | –               | –           | –                | –                 | –              | –                | –          |
| 51    | Mirosław Hanusz           | Adam Korzeń                | Jerzy Iwański           | Stefan Oleszczak              | Adam Biela             | Jan Byra                     | Lesław Podkański           | Stanisław Bąk        | Józef Kondrat                   | Ryszard Łopaciński         | –                   | –                     | –            | –              | –               | –           | –                | –                 | –              | –                | –          |
| 52    | Konrad Napierała          | Piotr Baumgart             | Tadeusz Zubrzycki       | Czesław Fiedorowicz           | Maciej Jankowski       | Tadeusz Biliński             | Józef Zych                 | Tadeusz Weber        | Ryszard Szulkowski              | Jan Szulgo                 | Julian Kasowski     | –                     | –            | –              | –               | –           | –                | –                 | –              | –                | –          |

## Wyniki głosowania i wyniki wyborów
W wyborach wzięło udział 13,6 mln Polaków. Frekwencja w wyborach do Sejmu wyniosła 47,93%. Zdecydowanym zwycięzcą została Akcja Wyborcza Solidarność, która zdobyła 33,83% głosów i 201 mandatów poselskich. Drugie miejsce przypadło Sojuszowi Lewicy Demokratycznej (27,13% głosów i 164 mandaty). Pomimo zdobycia ponad 7 p.p. więcej SLD straciło pozycję najsilniejszego ugrupowania parlamentarnego. Trzecie miejsce zdobyła Unia Wolności (13,37% i 60 mandatów). PSL uzyskało 7,31% głosów i 27 mandatów, zaś ROP 5,56% głosów i 6 mandatów. Do Sejmu dostali się także dwaj przedstawiciele Mniejszości Niemieckiej. Spośród partii, które znalazły się poza Sejmem, najwięcej głosów uzyskała Unia Pracy (4,74%). Spadek poparcia dotknął również komitet UPR, który zdobył 2,03% głosów. Podobny wynik uzyskały partie reprezentujące interesy emerytów, które wzajemnie się zwalczały i w konsekwencji zniechęciły Polaków do głosowania.

### Wyniki wyborów do Sejmu RP

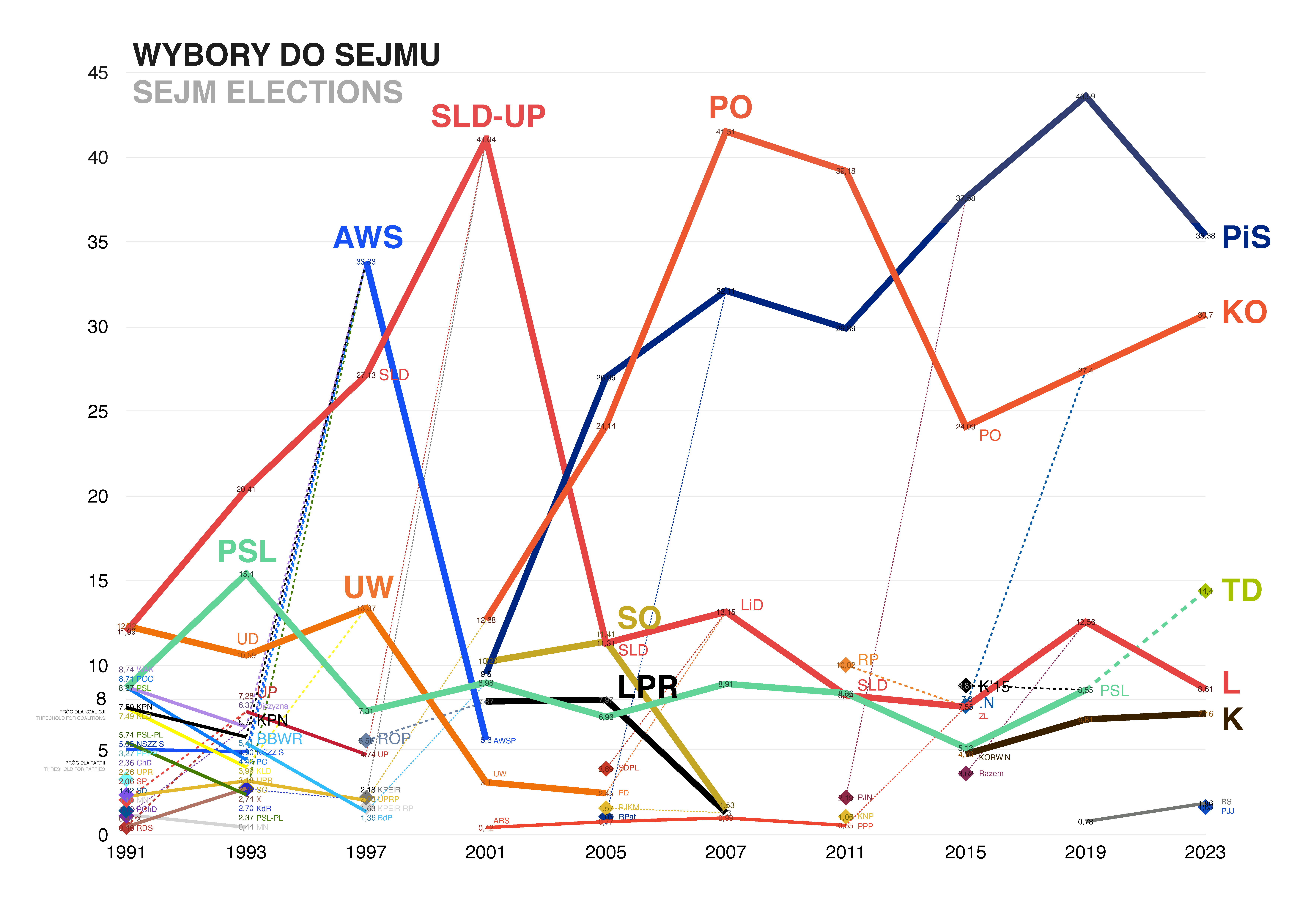
Wyniki wyborów do Sejmu 1991–2023

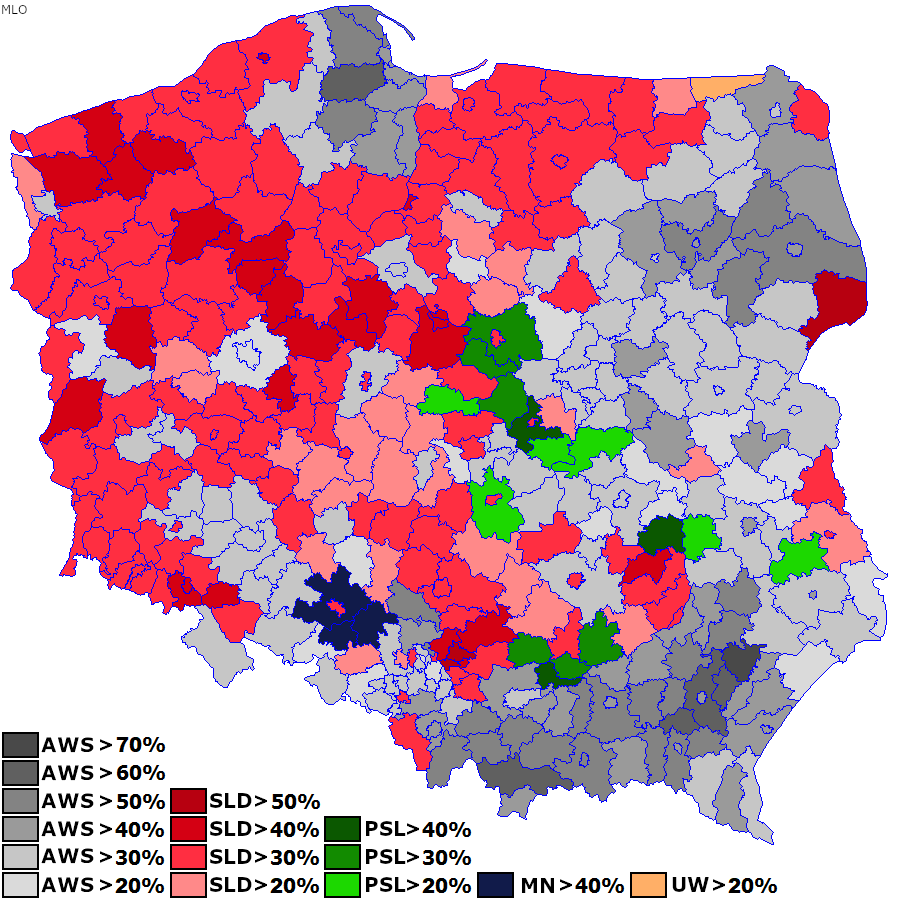
Wybory parlamentarne w Polsce w 1997 w powiatach (według stanu po reformie z 1999).

Zwycięzcy w poszczególnych okręgach w wyborach do Sejmu RP

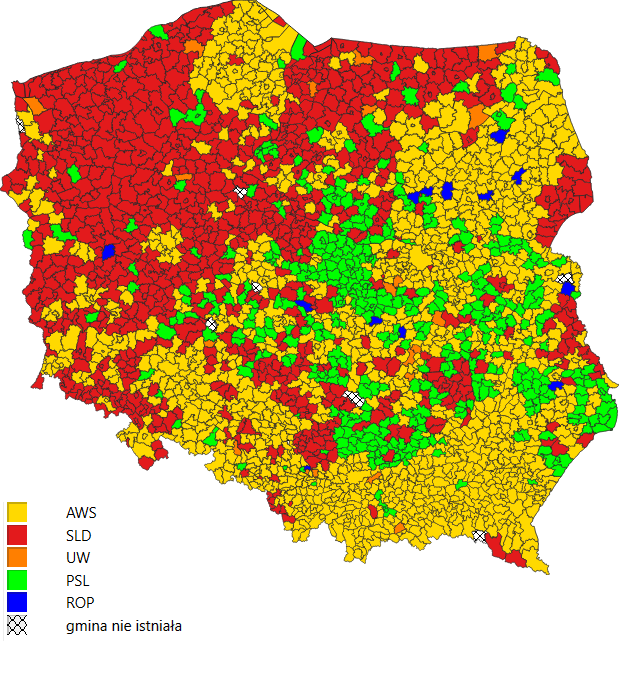
Zwycięzcy w poszczególnych gminach w wyborach do Sejmu RP

| Komitet wyborczy | Komitet wyborczy                                                                         | Głosy      | Głosy  | Głosy | Mandaty | Mandaty | Mandaty |
| Komitet wyborczy | Komitet wyborczy                                                                         | Liczba     | %      | +/−   | Liczba  | +/−     | %       |
| ---------------- | ---------------------------------------------------------------------------------------- | ---------- | ------ | ----- | ------- | ------- | ------- |
|                  | Akcja Wyborcza Solidarność                                                               | 4 427 373  | 33,83  | –     | 201     | –       | 43,70   |
|                  | Sojusz Lewicy Demokratycznej                                                             | 3 551 224  | 27,13  | 6,72  | 164     | 7       | 35,65   |
|                  | Unia Wolności                                                                            | 1 749 518  | 13,37  | 1,21  | 60      | 14      | 13,04   |
|                  | Polskie Stronnictwo Ludowe                                                               | 956 184    | 7,31   | 8,09  | 27      | 105     | 5,87    |
|                  | Ruch Odbudowy Polski                                                                     | 727 072    | 5,56   | –     | 6       | –       | 1,30    |
|                  | Mniejszość Niemiecka                                                                     | 51 027     | 0,39   | 0,05  | 2       | 1       | 0,43    |
|                  |                                                                                          |            |        |       |         |         |         |
|                  | Unia Pracy                                                                               | 620 611    | 4,74   | 2,54  | –       | 41      | –       |
|                  | Krajowa Partia Emerytów i Rencistów                                                      | 284 826    | 2,18   | –     | –       | –       | –       |
|                  | Unia Prawicy Rzeczypospolitej                                                            | 266 317    | 2,03   | –     | –       | –       | –       |
|                  | Krajowe Porozumienie Emerytów i Rencistów Rzeczpospolitej Polskiej                       | 212 826    | 1,63   | –     | –       | –       | –       |
|                  | Narodowo Chrześcijańsko Demokratyczny – Blok dla Polski                                  | 178 395    | 1,36   | –     | –       | –       | –       |
|                  | Towarzystwo Społeczno-Kulturalne Niemców Województwa Katowickiego                        | 16 724     | 0,13   | 0,04  | –       | 1       | –       |
|                  | Stowarzyszenie Słowiańskiej Mniejszości Narodowej Rzeczpospolitej Polskiej – Prawosławni | 13 632     | 0,10   | –     | –       | –       | –       |
|                  | Przymierze Samoobrona                                                                    | 10 073     | 0,08   | 2,70  | –       | –       | –       |
|                  | Polska Wspólnota Narodowa – Polskie Stronnictwo Narodowe                                 | 8 590      | 0,07   | 0,04  | –       | –       | –       |
|                  | Towarzystwo Społeczno-Kulturalne Niemców Województwa Częstochowskiego                    | 6 206      | 0,05   | 0,02  | –       | –       | –       |
|                  | Niemiecka Wspólnota Robotnicza „Pojednanie i Przyszłość”                                 | 3 663      | 0,03   | 0,07  | –       | –       | –       |
|                  | Mniejszość Niemiecka Województwa Olsztyńskiego                                           | 1 729      | 0,01   | 0,01  | –       | –       | –       |
|                  | „Niezależna i Bezpartyjna”                                                               | 924        | 0,01   | –     | –       | –       | –       |
|                  | Sojusz Ludzi – „Polska Praca Sprawiedliwość”                                             | 703        | 0,01   | –     | –       | –       | –       |
|                  | Związek Stowarzyszeń Mniejszości Niemieckiej Województwa Elbląskiego                     | 614        | 0,01   | –     | –       | –       | –       |
|                  |                                                                                          |            |        |       |         |         |         |
| Ogółem           | Ogółem                                                                                   | 13 088 231 | 100,00 | –     | 460     | –       | 100,00  |
| Głosy nieważne   | Głosy nieważne                                                                           | 528 147    | 3,88   | 0,42  |         |         |         |
| Frekwencja       | Frekwencja                                                                               | 13 616 378 | 47,93  | 4,20  |         |         |         |

Liczba mandatów
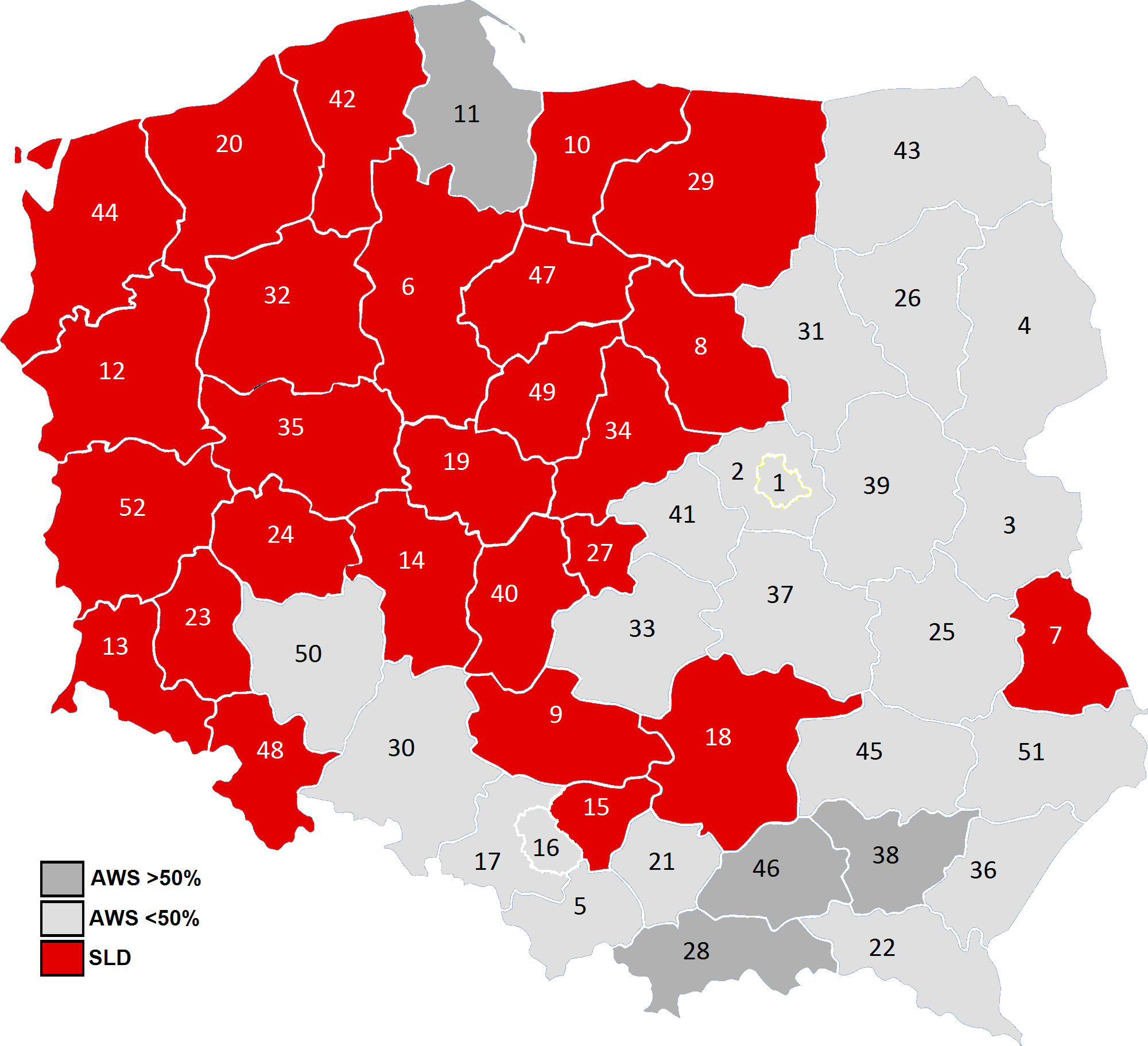
Zwycięskie komitety wyborcze w okręgach

Podział mandatów i rozkład procentowy poparcia w wyniku wyborów z uwzględnieniem podziału na późniejszą koalicję rządzącą w kolejności: ugrupowania rządowe, opozycja parlamentarna i pozaparlamentarna (komitety, które nie przekroczyły 1% poparcia w skali kraju, potraktowano zbiorczo):
|     |    |     |     |   |  |
| ↓   |    |     |     |   |  |
| 201 | 60 | 164 | 27  | 6 |  |
| AWS | UW | SLD | PSL |   |  |

|     |    |     |     |     |    |  |  |  |  |  |
| ↓   |    |     |     |     |    |  |  |  |  |  |
| AWS | UW | SLD | PSL | ROP | UP |  |  |  |  |  |

#### Wyniki głosowania w skali okręgów
Wszystkie dane wyrażono w procentach.
| Okręg  | Nazwa                |       |       |       |       |       |      |       |      |         |      |       |      | Frekwencja |
| Okręg  | Nazwa                | AWS   | SLD   | UW    | PSL   | ROP   | UP   | KPEiR | UPRz | KPER RP | BdP  | MN    | Inni | Frekwencja |
| ------ | -------------------- | ----- | ----- | ----- | ----- | ----- | ---- | ----- | ---- | ------- | ---- | ----- | ---- | ---------- |
| 1      | Warszawa I           | 31,88 | 25,90 | 21,73 | 0,94  | 9,16  | 4,98 | 1,03  | 2,94 | 0,76    | 0,55 | –     | 0,13 | 60,86      |
| 2      | Warszawa II          | 40,15 | 19,01 | 15,30 | 5,76  | 8,30  | 4,48 | 1,46  | 3,02 | 1,30    | 1,05 | –     | 0,17 | 49,14      |
| 3      | Biała Podlaska       | 35,39 | 19,84 | 5,86  | 18,17 | 6,88  | 4,08 | 2,79  | 1,34 | 1,31    | 3,43 | –     | 0,92 | 46,72      |
| 4      | Białystok            | 44,29 | 24,89 | 7,16  | 3,48  | 5,64  | 4,42 | 1,86  | 1,26 | 0,81    | 0,97 | –     | 5,22 | 52,12      |
| 5      | Bielsko-Biała        | 43,01 | 21,06 | 15,59 | 4,83  | 4,80  | 3,82 | 1,70  | 1,50 | 1,93    | 1,65 | –     | 0,11 | 56,15      |
| 6      | Bydgoszcz            | 27,62 | 36,99 | 11,50 | 6,42  | 4,46  | 4,36 | 3,25  | 1,55 | 2,08    | 1,54 | –     | 0,23 | 48,16      |
| 7      | Chełm                | 25,24 | 30,28 | 8,35  | 13,56 | 9,47  | 4,83 | 2,93  | 1,61 | 2,09    | 1,04 | –     | 0,60 | 39,26      |
| 8      | Ciechanów            | 28,73 | 29,69 | 6,86  | 14,49 | 6,66  | 5,67 | 3,27  | 1,46 | 1,68    | 1,49 | –     | –    | 38,40      |
| 9      | Częstochowa          | 30,60 | 31,36 | 9,84  | 6,48  | 4,82  | 5,37 | 2,88  | 2,17 | 2,04    | 1,95 | –     | 2,47 | 45,01      |
| 10     | Elbląg               | 26,26 | 33,92 | 12,70 | 6,42  | 5,97  | 6,15 | 1,98  | 2,27 | 2,16    | 1,72 | –     | 0,45 | 40,97      |
| 11     | Gdańsk               | 50,10 | 20,20 | 13,45 | 2,08  | 4,85  | 3,00 | 1,58  | 2,44 | 1,18    | 1,13 | –     | –    | 55,01      |
| 12     | Gorzów Wielkopolski  | 25,68 | 35,23 | 14,14 | 8,65  | 3,07  | 6,89 | 2,32  | 1,72 | 1,89    | 0,41 | –     | –    | 42,88      |
| 13     | Jelenia Góra         | 27,58 | 35,70 | 12,39 | 3,47  | 3,87  | 9,31 | 2,62  | 1,84 | 2,12    | 1,11 | –     | –    | 44,86      |
| 14     | Kalisz               | 26,12 | 32,56 | 11,62 | 12,26 | 4,48  | 6,44 | 2,40  | 1,33 | 1,55    | 1,24 | –     | –    | 48,76      |
| 15     | Sosnowiec            | 22,51 | 44,67 | 12,23 | 2,96  | 3,62  | 6,58 | 3,29  | 1,77 | 1,69    | 0,68 | –     | –    | 48,8       |
| 16     | Katowice             | 31,99 | 26,92 | 22,52 | 3,11  | 3,26  | 4,38 | 2,27  | 1,55 | 1,59    | 0,98 | –     | 1,42 | 44,53      |
| 17     | Gliwice              | 34,77 | 24,10 | 17,30 | 2,65  | 5,04  | 4,41 | 2,92  | 1,72 | 1,94    | 1,65 | –     | 3,49 | 45,63      |
| 18     | Kielce               | 24,61 | 31,81 | 10,41 | 14,72 | 5,31  | 5,95 | 2,48  | 1,83 | 1,42    | 0,87 | –     | 0,59 | 41,79      |
| 19     | Konin                | 27,66 | 30,56 | 9,63  | 12,51 | 5,03  | 6,14 | 2,55  | 1,65 | 1,76    | 2,13 | –     | 0,36 | 42,17      |
| 20     | Koszalin             | 23,21 | 37,73 | 14,86 | 4,55  | 4,52  | 5,14 | 2,83  | 1,88 | 2,03    | 2,29 | –     | 0,96 | 41,70      |
| 21     | Kraków               | 41,97 | 18,16 | 21,21 | 4,36  | 4,98  | 3,22 | 1,11  | 2,36 | 1,20    | 1,43 | –     | –    | 54,48      |
| 22     | Krosno               | 47,20 | 15,58 | 7,60  | 7,03  | 10,02 | 3,69 | 2,24  | 2,50 | 1,96    | 2,19 | –     | –    | 52,79      |
| 23     | Legnica              | 32,49 | 34,88 | 10,75 | 4,80  | 3,93  | 5,47 | 2,59  | 1,77 | 1,65    | 1,16 | –     | 0,49 | 44,35      |
| 24     | Leszno               | 25,77 | 33,89 | 12,67 | 11,47 | 2,84  | 5,19 | 3,41  | 1,32 | 1,71    | 1,12 | –     | 0,59 | 47,98      |
| 25     | Lublin               | 35,41 | 23,19 | 9,14  | 11,64 | 8,82  | 5,31 | 1,72  | 2,28 | 1,46    | 1,03 | –     | –    | 47,06      |
| 26     | Łomża                | 47,13 | 13,96 | 5,47  | 11,43 | 11,02 | 4,26 | 1,63  | 1,47 | 1,30    | 1,98 | –     | 0,35 | 46,41      |
| 27     | Łódź                 | 28,84 | 37,08 | 14,83 | 1,80  | 6,44  | 4,28 | 1,75  | 2,78 | 1,45    | 0,62 | –     | 0,13 | 50,11      |
| 28     | Nowy Sącz            | 56,03 | 10,51 | 9,91  | 7,17  | 3,48  | 2,23 | 1,81  | 1,47 | 1,18    | 6,22 | –     | –    | 56,57      |
| 29     | Olsztyn              | 25,86 | 33,40 | 15,16 | 5,68  | 5,61  | 5,74 | 2,50  | 1,81 | 2,36    | 1,10 | –     | 0,77 | 42,49      |
| 30     | Opole                | 25,50 | 22,26 | 13,83 | 4,92  | 4,80  | 4,97 | 1,87  | 1,61 | 2,47    | 0,81 | 16,96 | –    | 42,19      |
| 31     | Ostrołęka            | 35,45 | 18,04 | 8,23  | 15,97 | 9,23  | 4,05 | 3,46  | 1,98 | 1,84    | 1,76 | –     | –    | 42,23      |
| 32     | Piła                 | 22,80 | 40,08 | 12,59 | 7,43  | 4,59  | 3,72 | 4,12  | 1,35 | 1,76    | 0,78 | –     | 0,77 | 49,81      |
| 33     | Piotrków Trybunalski | 28,99 | 26,84 | 9,21  | 14,11 | 7,73  | 4,57 | 2,62  | 2,03 | 1,68    | 2,13 | –     | 0,09 | 42,59      |
| 34     | Płock                | 23,15 | 30,79 | 8,38  | 21,26 | 4,82  | 3,73 | 2,17  | 1,65 | 1,43    | 2,03 | –     | 0,60 | 41,29      |
| 35     | Poznań               | 26,95 | 31,35 | 18,31 | 4,71  | 3,23  | 6,80 | 2,14  | 3,53 | 1,73    | 0,90 | –     | 0,34 | 53,26      |
| 36     | Przemyśl             | 45,72 | 16,13 | 8,20  | 14,25 | 5,36  | 2,82 | 2,51  | 0,97 | 1,47    | 2,57 | –     | –    | 52,15      |
| 37     | Radom                | 32,50 | 22,05 | 10,09 | 14,35 | 8,41  | 4,18 | 1,54  | 3,55 | 2,18    | 1,14 | –     | –    | 43,56      |
| 38     | Rzeszów              | 57,81 | 13,58 | 6,10  | 9,14  | 5,48  | 2,56 | 1,24  | 1,28 | 1,52    | 1,28 | –     | –    | 59,81      |
| 39     | Siedlce              | 34,73 | 20,80 | 6,02  | 20,59 | 6,69  | 3,65 | 2,87  | 2,00 | 1,33    | 1,32 | –     | –    | 44,40      |
| 40     | Sieradz              | 24,96 | 29,36 | 8,81  | 16,74 | 5,79  | 6,84 | 2,69  | 1,93 | 1,68    | 1,20 | –     | –    | 42,35      |
| 41     | Skierniewice         | 25,49 | 24,51 | 9,65  | 19,58 | 6,60  | 3,80 | 2,06  | 2,39 | 1,90    | 4,03 | –     | –    | 41,78      |
| 42     | Słupsk               | 25,95 | 35,05 | 12,83 | 7,22  | 3,94  | 5,69 | 2,67  | 2,21 | 2,08    | 1,70 | –     | 0,64 | 42,46      |
| 43     | Suwałki              | 33,34 | 27,04 | 10,57 | 8,99  | 5,38  | 6,05 | 3,15  | 1,85 | 1,78    | 1,86 | –     | –    | 40,80      |
| 44     | Szczecin             | 28,24 | 34,87 | 17,28 | 3,09  | 3,55  | 5,07 | 2,22  | 2,83 | 1,79    | 0,84 | –     | 0,23 | 45,16      |
| 45     | Tarnobrzeg           | 39,29 | 23,73 | 7,11  | 11,60 | 8,00  | 2,80 | 1,91  | 1,22 | 2,70    | 1,65 | –     | –    | 46,44      |
| 46     | Tarnów               | 51,48 | 12,20 | 9,19  | 11,91 | 4,88  | 3,47 | 1,63  | 1,86 | 1,44    | 1,94 | –     | –    | 53,68      |
| 47     | Toruń                | 28,41 | 32,71 | 14,09 | 7,16  | 4,49  | 5,28 | 3,34  | 1,85 | 1,75    | 0,58 | –     | 0,34 | 43,91      |
| 48     | Wałbrzych            | 27,69 | 38,36 | 11,65 | 3,86  | 3,98  | 6,68 | 2,55  | 1,91 | 2,07    | 1,23 | –     | –    | 45,31      |
| 49     | Włocławek            | 25,16 | 38,35 | 7,42  | 10,83 | 5,87  | 6,19 | 2,64  | 1,41 | 1,66    | 0,48 | –     | –    | 40,41      |
| 50     | Wrocław              | 33,02 | 25,96 | 20,65 | 4,04  | 5,08  | 4,57 | 1,94  | 1,94 | 1,34    | 1,14 | –     | 0,31 | 50,27      |
| 51     | Zamość               | 33,43 | 18,95 | 5,26  | 24,58 | 8,45  | 3,35 | 1,75  | 1,13 | 1,90    | 1,20 | –     | –    | 46,05      |
| 52     | Zielona Góra         | 28,59 | 37,37 | 11,70 | 6,87  | 3,20  | 5,73 | 2,14  | 1,78 | 1,80    | 0,63 | –     | 0,20 | 44,90      |
| Polska | Polska               | 33,83 | 27,13 | 13,37 | 7,31  | 5,56  | 4,74 | 2,18  | 2,03 | 1,63    | 1,36 | 0,39  | 0,48 | 47,93      |

#### Podział mandatów w skali okręgów
| Okręg              | Nazwa                |     |     |    |     |     |    | Łącznie |
| Okręg              | Nazwa                | AWS | SLD | UW | PSL | ROP | MN | Łącznie |
| ------------------ | -------------------- | --- | --- | -- | --- | --- | -- | ------- |
| 1                  | Warszawa I           | 6   | 5   | 4  | –   | 2   | –  | 17      |
| 2                  | Warszawa II          | 4   | 2   | 1  | –   | 1   | –  | 8       |
| 3                  | Biała Podlaska       | 1   | 1   | –  | 1   | –   | –  | 3       |
| 4                  | Białystok            | 5   | 2   | –  | –   | –   | –  | 7       |
| 5                  | Bielsko-Biała        | 5   | 2   | 2  | –   | –   | –  | 9       |
| 6                  | Bydgoszcz            | 4   | 5   | 1  | 1   | –   | –  | 11      |
| 7                  | Chełm                | 1   | 2   | –  | –   | –   | –  | 3       |
| 8                  | Ciechanów            | 1   | 2   | –  | 1   | –   | –  | 4       |
| 9                  | Częstochowa          | 3   | 4   | 1  | –   | –   | –  | 8       |
| 10                 | Elbląg               | 2   | 2   | 1  | –   | –   | –  | 5       |
| 11                 | Gdańsk               | 9   | 4   | 2  | –   | –   | –  | 15      |
| 12                 | Gorzów Wielkopolski  | 2   | 2   | 1  | –   | –   | –  | 5       |
| 13                 | Jelenia Góra         | 2   | 2   | 1  | –   | –   | –  | 5       |
| 14                 | Kalisz               | 2   | 3   | 1  | 1   | –   | –  | 7       |
| 15                 | Sosnowiec            | 3   | 6   | 1  | –   | –   | –  | 10      |
| 16                 | Katowice             | 7   | 5   | 4  | –   | –   | –  | 16      |
| 17                 | Gliwice              | 6   | 4   | 3  | –   | 1   | –  | 14      |
| 18                 | Kielce               | 4   | 5   | 1  | 2   | –   | –  | 12      |
| 19                 | Konin                | 2   | 2   | –  | 1   | –   | –  | 5       |
| 20                 | Koszalin             | 1   | 3   | 1  | –   | –   | –  | 5       |
| 21                 | Kraków               | 7   | 3   | 3  | –   | –   | –  | 13      |
| 22                 | Krosno               | 4   | 1   | –  | –   | –   | –  | 5       |
| 23                 | Legnica              | 2   | 3   | –  | –   | –   | –  | 5       |
| 24                 | Leszno               | 2   | 2   | –  | –   | –   | –  | 4       |
| 25                 | Lublin               | 4   | 3   | 1  | 1   | 1   | –  | 10      |
| 26                 | Łomża                | 3   | 1   | –  | –   | –   | –  | 4       |
| 27                 | Łódź                 | 4   | 5   | 2  | –   | –   | –  | 11      |
| 28                 | Nowy Sącz            | 5   | 1   | 1  | –   | –   | –  | 7       |
| 29                 | Olsztyn              | 3   | 4   | 1  | –   | –   | –  | 8       |
| 30                 | Opole                | 3   | 3   | 2  | –   | –   | 2  | 10      |
| 31                 | Ostrołęka            | 2   | 1   | –  | 1   | –   | –  | 4       |
| 32                 | Piła                 | 1   | 3   | 1  | –   | –   | –  | 5       |
| 33                 | Piotrków Trybunalski | 3   | 2   | 1  | 1   | –   | –  | 7       |
| 34                 | Płock                | 2   | 2   | –  | 1   | –   | –  | 5       |
| 35                 | Poznań               | 5   | 6   | 3  | –   | –   | –  | 14      |
| 36                 | Przemyśl             | 3   | 1   | –  | –   | –   | –  | 4       |
| 37                 | Radom                | 3   | 2   | 1  | 1   | 1   | –  | 8       |
| 38                 | Rzeszów              | 6   | 1   | –  | 1   | –   | –  | 8       |
| 39                 | Siedlce              | 3   | 2   | –  | 2   | –   | –  | 7       |
| 40                 | Sieradz              | 1   | 2   | –  | 1   | –   | –  | 4       |
| 41                 | Skierniewice         | 2   | 1   | –  | 1   | –   | –  | 4       |
| 42                 | Słupsk               | 2   | 2   | –  | –   | –   | –  | 4       |
| 43                 | Suwałki              | 3   | 2   | –  | –   | –   | –  | 5       |
| 44                 | Szczecin             | 4   | 4   | 2  | –   | –   | –  | 10      |
| 45                 | Tarnobrzeg           | 3   | 2   | –  | 1   | –   | –  | 6       |
| 46                 | Tarnów               | 5   | 1   | –  | 1   | –   | –  | 7       |
| 47                 | Toruń                | 3   | 3   | 1  | –   | –   | –  | 7       |
| 48                 | Wałbrzych            | 3   | 4   | 1  | –   | –   | –  | 8       |
| 49                 | Włocławek            | 1   | 3   | –  | –   | –   | –  | 4       |
| 50                 | Wrocław              | 5   | 4   | 3  | –   | –   | –  | 12      |
| 51                 | Zamość               | 2   | 1   | –  | 2   | –   | –  | 5       |
| 52                 | Zielona Góra         | 3   | 3   | 1  | –   | –   | –  | 7       |
| Razem              | Razem                | 172 | 141 | 49 | 21  | 6   | 2  | 391     |
| Lista ogólnopolska | Lista ogólnopolska   | 29  | 23  | 11 | 6   | –   | –  | 69      |
| Polska             | Polska               | 201 | 164 | 60 | 27  | 6   | 2  | 460     |

### Wyniki wyborów do Senatu RP

Zwycięzcy w poszczególnych okręgach w wyborach do Senatu RP

Rozkład mandatów

| Komitet wyborczy            | Komitet wyborczy                                              | Głosy      | Głosy  | Głosy | Mandaty | Mandaty |
| Komitet wyborczy            | Komitet wyborczy                                              | Liczba     | %      | +/−   | Liczba  | +/−     |
| --------------------------- | ------------------------------------------------------------- | ---------- | ------ | ----- | ------- | ------- |
|                             | Akcja Wyborcza Solidarność                                    | 6 550 176  | 25,26  | –     | 51      | –       |
|                             | Sojusz Lewicy Demokratycznej                                  | 6 105 299  | 23,54  | 5,09  | 28      | 9       |
|                             | Unia Wolności                                                 | 2 903 735  | 11,20  | 4,00  | 8       | 3       |
|                             | Ruch Odbudowy Polski                                          | 2 553 252  | 9,84   | –     | 5       | –       |
|                             | Polskie Stronnictwo Ludowe                                    | 1 805 598  | 6,96   | 4,78  | 3       | 33      |
|                             | KW Bogdana Zdrojewskiego                                      | 241 179    | 0,93   | –     | 1       | –       |
|                             | Samorządowy KW Profesora Leona Kieresa                        | 138 533    | 0,53   | –     | 1       | –       |
|                             | KW Mariana Jurczyka Kandydata na Senatora Ziemi Szczecińskiej | 124 897    | 0,48   | –     | 1       | –       |
|                             | KW Henryka Stokłosy                                           | 58 055     | 0,22   | 0,09  | 1       |         |
|                             | KW Jadwigi Stokarskiej                                        | 30 126     | 0,12   | –     | 1       | –       |
|                             | Krajowa Partia Emerytów i Rencistów                           | 1 112 129  | 4,29   | –     | –       | –       |
|                             | Unia Prawicy Rzeczypospolitej                                 | 554 987    | 2,14   | –     | –       | –       |
|                             | Unia Pracy                                                    | 550 922    | 2,12   | 1,99  | –       | 2       |
|                             | Ruch Autonomii Śląska                                         | 343 011    | 1,32   | 0,20  | –       | –       |
|                             | Blok dla Polski                                               | 125 684    | 0,48   | –     | –       | –       |
|                             | Mniejszość Niemiecka                                          | 118 023    | 0,46   |       | –       | 1       |
|                             | Przymierze Samoobrona                                         | 50 760     | 0,20   | 2,18  | –       | –       |
|                             | Krajowe Porozumienie Emerytów i Rencistów                     | 16 634     | 0,06   | –     | –       | –       |
| Pozostałe komitety wyborcze | Pozostałe komitety wyborcze                                   | 2 552 449  | 9,84   | –     | –       | –       |
|                             |                                                               |            |        |       |         |         |
| Razem                       | Razem                                                         | –          | 100,00 | –     | 100     | –       |
| Głosy ważne                 | Głosy ważne                                                   | 13 317 952 | 98,82  |       |         |         |
| Głosy nieważne              | Głosy nieważne                                                | 296 149    | 2,18   | 0,75  |         |         |
| Frekwencja                  | Frekwencja                                                    | 13 614 101 | 47,92  | 4,18  |         |         |

|     |    |     |     |     |    |
| ↓   |    |     |     |     |    |
| 51  | 8  | 28  | 5   | 3   | 5  |
| AWS | UW | SLD | ROP | PSL | KW |

|     |    |     |     |     |       |  |  |  |  |  |
|     |    |     |     |     |       |  |  |  |  |  |
| AWS | UW | SLD | ROP | PSL | KPEiR |  |  |  |  |  |

## Skutki wyborów
Na skutek wyborów do opozycji przeszły ugrupowania dotychczasowej koalicji SLD i PSL. Centrolewicowa koalicja została zastąpiona przez koalicyjny centroprawicowy rząd AWS-UW. Na stanowisko premiera został powołany działacz AWS Jerzy Buzek.